# Michelob Ultra Arena
Het Michelob Ultra Arena, tot 2021 het Mandalay Bay Events Center, is een arena in de Amerikaanse plaats Paradise (Nevada). Het is onderdeel van Mandalay Bay, een hotel en casino in Las Vegas. De arena biedt ruimte voor 12.000 toeschouwers en is eigendom van MGM Resorts International.
In de arena worden muziekconcerten, bokswedstrijden en activiteiten rond de gemengde gevechtskunsten gehouden. De Las Vegas Aces spelen er hun thuiswedstrijden.
De Latin Grammy Awards werden zeven keer uitgereikt in het Mandalay Bay Events Center, een keer in 2007, van 2009 tot 2013 en in 2022. In 2004 hield Yanni een concert in de arena, een registratie daarvan verscheen in augustus 2006 onder de naam Yanni Live! The Concert Event.

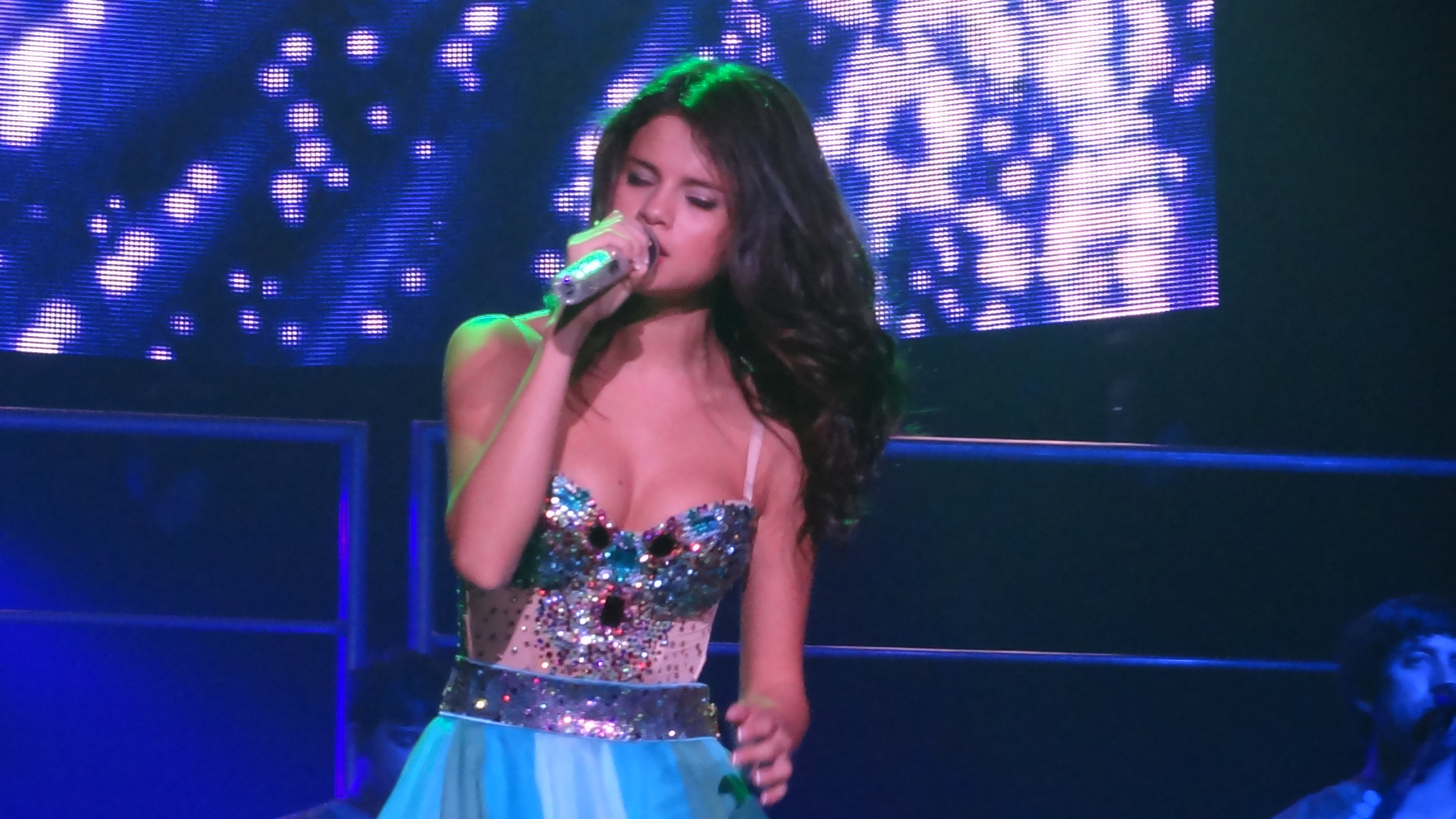
Optreden van Selena Gomez in 2011.